# Lymeon fasciipennis
Lymeon fasciipennis là một loài tò vò trong họ Ichneumonidae.